# Улуа (род)
Улуа (лат. Ulua) — род лучепёрых рыб из семейства ставридовых. Максимальная длина тела от 50 см (U. aurochs) до 100 см (U. mentalis). Широко распространены в Индо-Тихоокеанской области. Морские пелагические рыбы. Обитают в прибрежных водах на глубине до 100 м.

## Классификация
В состав рода включают два вида:
- Ulua aurochs (Ogilby, 1915)
- Ulua mentalis (Cuvier, 1833) — Улуа (рыба)[1]

Представители этих двух видов различаются между собой по следующим признакам: количество и форма жаберных тычинок, количество костных щитков в боковой линии, длина мягких лучей в спинном и анальном плавниках.